# Football Club Le Mont Lausanne
Il Football Club Le Mont Lausanne è una società calcistica svizzera della città di Le Mont-sur-Lausanne.
La sua fondazione risale al 1º luglio 1942 e disputa le sue partite casalinghe nello stadio Olimpico La Pontaise di Losanna.
Attualmente milita nella Challenge League.

## Storia
Nella stagione 2013-2014 il Le Mont si classifica al primo posto in Prima Lega Promotion, guadagnandosi la promozione in Challenge League, ove milita fino all'annata 2016-2017, al termine della quale rinuncia a richiedere il rinnovo della licenza (precedentemente revocata per inadempienze finanziarie e amministrative). Pertanto la stagione successiva il club si iscrive al campionato vodese di quarta lega.

## Cronistoria
- 1942 - 2000: ?
- 2000 - 2003: Quarta Lega
- 2003 - 2007: Terza Lega
- 2007 - 2008: Seconda Lega
- 2008 - 2009: Prima Lega
- 2009 - 2010: Divisione Nazionale B
- 2010 - 2013: Prima Lega
- 2013 - 2014: Prima Lega Promotion
- 2014 - 2017: Challenge League
- 2017 - : Quarta Lega

(Legenda: Divisione Nazionale A = 1º livello / Divisione Nazionale B = 2º livello / Prima Lega = 3º livello / Seconda Lega = 4º livello / Terza Lega = 5º livello / Quarta Lega = 6º livello / Quinta Lega = 7º livello / Sesta Lega = 8º livello)

## Stadio
Il Le Mont gioca le partite casalinghe allo stadio Sous Ville di Baulmes. Fino al termine della stagione 2013-14 lo stadio che ospitava le gare interne della squadra era lo Stade du Chataîgnier di Le Mont-sur-Lausanne, ma questo impianto non rispondeva alle esigenze della lega di calcio svizzera dopo la promozione del club in Challenge League.

## Rosa 2016-2017
Rosa aggiornata al 25 agosto 2016.
| N. |                     | Ruolo | Calciatore            |
| -- | ------------------- | ----- | --------------------- |
| 1  | Svizzera (bandiera) | P     | Zivko Kostadinović    |
| 3  | Francia (bandiera)  | D     | Daniel Titie          |
| 6  | Svizzera (bandiera) | D     | Anis Ramcilovic       |
| 7  | Svizzera (bandiera) | A     | Anđelko Savić         |
| 8  | Svizzera (bandiera) | D     | Hervé Epitaux         |
| 9  | Svizzera (bandiera) | A     | Patrick Bengondo      |
| 10 | Spagna (bandiera)   | C     | Santiago Feuillassier |
| 11 | Svizzera (bandiera) | C     | Alexandre Khelifi     |
| 14 | Francia (bandiera)  | D     | Steve Lawson          |
| 15 | Francia (bandiera)  | C     | Bertrand Ndzomo       |
| 18 | Svizzera (bandiera) | P     | Marc Roux             |

| N. |                         | Ruolo | Calciatore         |
| -- | ----------------------- | ----- | ------------------ |
| 19 | Svizzera (bandiera)     | C     | Helios Sessolo     |
| 20 | Uruguay (bandiera)      | A     | Sergio Cortelezzi  |
| 21 | Francia (bandiera)      | D     | François Marque    |
| 22 | Portogallo (bandiera)   | D     | Fabio Carvalho     |
| 23 | RD del Congo (bandiera) | C     | Ridge Mobulu       |
| 24 | Svizzera (bandiera)     | C     | Fabrizio Zambrella |
| 25 | Francia (bandiera)      | D     | François Marque    |
| 27 | Svizzera (bandiera)     | D     | Jetmir Krasniqi    |
| 28 | Senegal (bandiera)      | D     | Ibrahim Tall       |
| 29 | Portogallo (bandiera)   | A     | Luís Pimenta       |
| 30 | Svizzera (bandiera)     | P     | Anthony Mossi      |

## Ex giocatori
Algeria
- Mansour Belhadi
- Hicham Bentayeb
- Omar Benyamina
- Christophe Guemoun
- Mourad Kandil
- Nassim Zidane

Bosnia and Herzegovina
- Vahid Kujovic

Congo
- Ange N'Silu
- Biselenge Yenga

Francia
- Karim Benslimane
- Yane Bugnard
- Rene Cadet
- Daniel Deves
- Stephen Guepie
- Isaac Philippe

Macedonia
- Tihomir Ivanovski

Mali
- Mamadou Diawarra

Marocco
- Azzedine Hatim

Nigeria
- Yves Adidiema Okeke

Portogallo
- Victor Diogo

Senegal
- Mohamed Lamine Cisse
- Fodé Diao

Svizzera
- Thomas Häberli
- Thierry Ebe

Ungheria
- Olivier Weszeli

Tanzania
- Renatus Boniface Njohole

Tunisia
- Morad Boutafenouchet
- Aissam Hamdaoui
- Toumy Trabelsi
- Youssef Wissam

Turchia
- Burak Demircan

## Allenatori
| - 2011-2016 Claude Gross (? - maggio) - 2016- John Dragani (giugno - ) |

## Palmarès

### Competizioni nazionali
- Promotion League: 1

2013-2014
- 1ª Lega: 1

2012-2013 (gruppo 1)
- Seconda Lega interregionale: 1

2007-2008 (gruppo 2)